# Министр иностранных дел Андорры
Министр иностранных дел Андорры — министерский пост в правительстве Андорры, глава министерство иностранных дел, которое участвует в формировании внешней политики Андорры и представляет интересы Андорры и её граждан, защищает их права. Пост министра иностранных дел появился в 1993 году, после принятия Конституции Андорры.

## Министры иностранных дел Андорры с 1993
- Антони Арменгол (1993—1994);
- Марк Вила Амиг (1994);
- Мануэль Мас Рибо (1994—1997);
- Альберт Пинтат Сантолария (1997—2001);
- Жули Миновес Трикелль (12 апреля 2001 — 7 мая 2007);
- Меритхель Матеу-и-Пи (2007—2009);
- Хавьер Эспот Миро (2009—2011);
- Гилберт Сабоя Суне — (16 мая 2011 — 15 июля 2017);
- Мария Убах Фонт — (15 июля 2017 — 17 мая 2023);
- Имма Тор Фаус[нем.] — (17 мая 2023 — по настоящее время).